# همینگفورد، کبک (روستا)
همینگفورد (به فرانسوی: Hemmingford) روستایی در منطقه شهری له ژاردن-دو-ناپیرویل ناحیه مونترژی در استان کبک کانادا است. در سرشماری سال ۲۰۱۱ این روستا ۷۳۷ نفر جمعیت داشته‌است و مساحت آن ۰٫۸۵ کیلومتر مربع است.